# Pauline Ranvier
Pauline Ranvier (* 14. April 1994 in Paris) ist eine französische Florettfechterin.

## Erfolge
Pauline Ranvier gab im Juni 2011 ihr internationales Debüt beim Weltcup in Sankt Petersburg. Sie sicherte sich 2015 ihre ersten Medaillen bei Meisterschaften, als sie in Montreux mit der Mannschaft die Bronzemedaille bei den Europameisterschaften gewann. Die Weltmeisterschaften 2015 in Moskau schloss sie mit der Mannschaft ebenfalls auf Rang drei ab. Sowohl bei den Europameisterschaften 2016 in Toruń als auch bei den Weltmeisterschaften 2016 in Rio de Janeiro wiederholte sie die Platzierungen aus dem Vorjahr. 2018 wurde sie in Novi Sad ein weiteres Mal im Mannschaftswettbewerb Dritte und gewann bei den Weltmeisterschaften in Wuxi mit der Mannschaft ihre sechste Bronzemedaille. Besser verliefen die Wettkämpfe im Jahr 2019: sie wurde in Düsseldorf mit der Mannschaft Vizeeuropameisterin und erzielte ihr bestes Einzelresultat mit dem zweiten Platz bei den Weltmeisterschaften in Budapest.
Bei den 2021 ausgetragenen Olympischen Spielen 2020 in Tokio war Ranvier für zwei Wettbewerbe qualifiziert. Im Einzelwettbewerb schied sie nach einem 9:15 gegen die Kanadierin Eleanor Harvey bereits in der ersten Runde aus. In der Mannschaftskonkurrenz bildete sie mit Astrid Guyart, Anita Blaze und Ysaora Thibus ein Team. Mit 45:29 setzten sie sich in der Auftaktrunde gegen die kanadische Équipe durch und im Halbfinale mit 45:43 gegen die italienische Mannschaft. Im Finale trafen die Französinnen auf die unter dem Namen „ROC“ antretende russische Mannschaft, der sie mit 34:45 unterlagen und letztlich als Zweite die Silbermedaille erhielten. 2022 belegte sie in Antalya bei den Europameisterschaften mit der Mannschaft abermals den zweiten Platz. Die Weltmeisterschaften 2022 in Kairo beendete sie in der Mannschaftskonkurrenz wie schon 2018 auf dem Bronzerang. 2025 wurde sie im Einzel ein weiteres Mal Vizeweltmeisterin.
Nach ihrem Medaillengewinn bei den Olympischen Spielen 2020 erhielt Ranvier das Ritterkreuz des Ordre national du Mérite. Sie studierte von 2014 bis 2017 Trainings- und Sportwissenschaften an der Universität Paris XII. 2020 erwarb sie einen Master of Business Administration.